# Roland Rollberg
Roland Rollberg (* 13. Januar 1965 in Werl) ist ein deutscher Ökonom und Hochschullehrer.

## Leben
Rollberg wirkte von 1980 bis 1986 als freiberuflicher Korrespondent, Fotograf und Dunkelkammerlaborant der Westfalenpost-Lokalredaktion Werl. Von 1986 bis 1992 studierte er Betriebswirtschaftslehre an der Universität Münster mit den Schwerpunktfächern Industriebetriebslehre und Unternehmensforschung und Master’s course an der University of Warwick (GB) zur Vorbereitung auf den Master of Science in Management Science and Operational Research (1988 Vordiplom, 1991 Master of Science und 1992 Diplom-Kaufmann). Seine Promotion erfolgte 1995 mit der Dissertation Lean-Management und CIM aus Sicht der strategischen Unternehmensführung zum Doctor rerum politicarum durch die Wirtschaftswissenschaftliche Fakultät in Münster. Er habilitierte sich 2001 mit der Arbeit Integrierte Unternehmensplanung zum Doctor rerum politicarum habilitatus  mit der Verleihung der Venia legendi für Betriebswirtschaftslehre durch die Fakultät Wirtschaftswissenschaften der TU Dresden. Er ist seit 2001 Universitätsprofessor und Inhaber des Lehrstuhls für Allgemeine Betriebswirtschaftslehre und Produktionswirtschaft der Universität Greifswald. Dort war er von 2006 bis 2008 Dekan der Rechts- und Staatswissenschaftlichen Fakultät.
Seine Forschungsinteressen sind Konsistenz-kongruenz-orientierte Produktionswirtschaft, integrierte Produktions- und Unternehmensplanung und entscheidungsorientierte Ressourcen- und Unternehmensbewertung.

## Schriften (Auswahl)
- Operativ-taktisches Controlling, Oldenbourg, München 2012, ISBN 978-3-486-71277-3.
- Integrierte Unternehmensplanung, DUV, Wiesbaden 2001, ISBN 978-3-8244-0584-8.
- mit Ronald Bogaschewsky: Prozeßorientiertes Management, Springer, Berlin 1998, ISBN 978-3-540-64053-0.
- Lean-Management und CIM aus Sicht der strategischen Unternehmensführung, DUV, Wiesbaden 1996, ISBN 978-3-8244-0290-8.